# ママゴト
『ママゴト』は、松田洋子による広島県が舞台の日本の漫画、またこれを原作としたテレビドラマ。

## 概要
- エンターブレインの『月刊コミックビーム』にて2010年から2012年まで連載されていた。
- 2012年、第16回文化庁メディア芸術祭審査委員会推薦作品。2013年、第42回日本漫画家協会賞 優秀賞受賞。
- 2016年8月、NHK BSプレミアムにて実写ドラマ化された（詳細は後述）。

## あらすじ
かつて最愛の子を自らの不注意で亡くした過去を持つスナックのママ「映子」。彼女のもとに無理矢理預けられた純真むくな少年「タイジ」。たどたどしい“ママゴト”のような生活の中で、理想の家族を探し求める姿を描く。

## 登場人物
恩地 映子（おんじ えいこ）
スナック「アムール」をひとりで切り盛りする、ガサツで男勝りな性格のママ。過去のトラウマが原因で大の子ども嫌いになっていたが、大滋を預かることになってしまう。
大滋（たいじ）
滋子の息子。正義の味方・ウルトライジャーが大好きな５歳児。食欲が旺盛で、その体型は肥満気味である。母親が住み込みの仕事をするため、映子のもとに預けられる。
滋子（しげこ）
映子の親友にして大滋の母親。男を見る目がなく、大滋の父親も大滋が生まれる前にいなくなった。住み込みの仕事をするため、映子のもとに大滋を預けにくる。
舞善信（まいぜん しん）
滋子が住み込みで働く「チャントメイト研究所」の所長であり、滋子の恋人。神経質な性格で、滋子や大滋にきつくあたる場面も。息子の光を小学校へ通わせないなど特殊な教育方針を貫いている。
舞善光（まいぜん ひかる）
信のひとり息子。足が不自由で車椅子で生活している。真面目な性格で勉強が得意。母親がいないため、滋子に「母」を強く求めている。
岩木アペンタエ（いわき アペンタエ）
大滋の友だち。父親が日本人、母親が東南アジア人のハーフ。勝ち気な性格。
コーリのおっちゃん
高利貸しの男。滋子の借金の取り立てに、映子の前に姿を現す。大滋には「コーリのおっちゃん」となつかれている。

## 書誌情報
- 松田洋子『ママゴト』 エンターブレイン 〈ビームコミックス〉 全3巻
  1. 2011年8月25日発売[1]、ISBN 978-4-04-727473-0
  2. 2012年4月25日発売[2]、ISBN 978-4-04-728014-4
  3. 2012年12月24日発売[3]、ISBN 978-4-04-728574-3

## テレビドラマ
2016年8月30日から10月18日まで、NHK BSプレミアム「プレミアムよるドラマ」にて放送。

### キャスト
- 恩地 映子 - 安藤サクラ
- 大滋 - 小山春朋
- 滋子 - 臼田あさ美
- 石橋さん - 戸田昌宏
- 飛田さん - 宇野祥平
- 永野さん - 田窪一世
- 永野 幸代 - 水木薫
- 石田さん ‐ 菅登未男
- 舞善 信 - 古舘寛治
- 岩木 アペンタエ -栗原巴央
- 岩木 ‐ 正名僕蔵
- 岩木 チャルテシッサ - メラニー
- 舞善 光 - 高村佳偉人
- 「高城」のママ - 根岸季衣
- 橘 - 杉本哲太
- アナウンサー　- 吉田桃華

### スタッフ
- 原作・挿絵 - 松田洋子
- 脚本 - 杉原憲明
- 音楽 - 坂本秀一
- 主題歌 - THE BLUE HEARTS「ナビゲーター」（作詞・曲：甲本ヒロト）
- 制作統括 - 篠原圭（NHK）、原公男（ツインズジャパン）
- 演出 - 中田秀夫

### 放送日程
| 放送回 | 放送日   | サブタイトル                   |
| ------ | -------- | ------------------------------ |
| 第1回  | 8月30日  | ママゴトのはじまり             |
| 第2回  | 9月06日  | おまえはオニじゃ!              |
| 第3回  | 9月13日  | 人生は待ったナシなんよ         |
| 第4回  | 9月20日  | だいすきなひとをだいじにしよう |
| 第5回  | 9月27日  | はなればなれのふたり           |
| 第6回  | 10月04日 | 家族のつくり方                 |
| 第7回  | 10月11日 | 帰ってきた疫病神               |
| 最終回 | 10月18日 | 正しいママゴトの終わり方       |